# William Greenblatt
William Pavel Lushington Greenblatt (ur. 3 grudnia 1987) – kanadyjski aktor, grający m.in. w serialu Derek kontra rodzinka (jako odtwórca roli Sheldona Schleppera).